# 移動性野生動物種の保全に関する条約
移動性野生動物種の保全に関する条約（The Convention on the Conservation of Migratory Species of Wild Animals; CMS）は、陸上、海洋、空中で渡りを行い、国家間の領域の移動をする野生動物種の保護を目的とした政府間条約である。

## 概要
1979年にドイツのボンで採択され、1983年11月1日に施行された。本条約が採択された場所から通称「ボン条約」と呼ばれている。国連環境計画の後援のもとに締結された。
本条約では、絶滅の恐れのある移動性野生動物種を附属書I、好ましくない保護状態下にあり国際間での協力が必要な移動性野生動物種を附属書IIにリストアップしている。
2022年3月1日現在の加盟国数は133。先進国は殆どが加盟済みだが、2023年現在の時点で日本は未加盟（クジラ類や海亀、サメ類なども保護の対象になっているのが主な理由である）。
傾向としては、東アジア・東南アジア・北米に未加盟国が目立つが、加盟していなくても理念に賛同したり保護策に参加している国々も少なくなく、たとえば中国やロシアやアメリカ合衆国なども、厳密なメンバーではないが実質的な参入状態にあり、世界中の大多数の国々が「ボン条約」と協力関係にある。

## 附属書

### 附属書I
以下は附属書I（2020年5月22日発効）に含まれる種。

#### 哺乳類
- 長鼻目
  - ゾウ科
    - インドゾウ（Elephas maximus indicus）
- 海牛目
  - マナティー科
    - アメリカマナティー（Trichechus manatus、ホンジュラスとパナマの間の個体に限る）
    - アフリカマナティー（Trichechus senegalensis）
- 霊長目
  - ヒト科
    - ヒガシゴリラ（Gorilla beringei、旧Gorilla gorillaの一部）
    - ニシゴリラ（Gorilla gorilla）
    - チンパンジー（Pan troglodytes）
- 翼手目
  - オヒキコウモリ科
    - メキシコオヒキコウモリ（英語版）（Tadarida brasiliensis）
- 食肉目
  - ネコ科
    - チーター（Acinonyx jubatus、ボツワナ、ナミビアとジンバブエの個体を除く）
    - ジャガー（Panthera onca）
    - ユキヒョウ（Uncia uncia、旧名Panthera uncia）

  - クマ科
    - ヒマラヤグマ（Ursus arctos isabellinus、モンゴルと中華人民共和国の個体に限る）

  - アザラシ科
    - チチュウカイモンクアザラシ（Monachus monachus）
    - カスピカイアザラシ（Pusa caspica）

  - イタチ科
    - ミナミウミカワウソ（Lontra felina、旧名Lutra felina）
    - チリカワウソ（Lontra provocax、旧名Lutra provocax）
- 奇蹄目
  - ウマ科
    - アフリカノロバ（Equus africanus、野生種のEquus asinus（ロバ）に対応）
    - モウコノウマ（Equus ferus przewalskii、Equus caballus przewalskiiに対応）
    - グレビーシマウマ（Equus grevyi）
- 偶蹄目
  - ラクダ科
    - フタコブラクダ（Camelus bactrianus）
    - ビクーニャ（Vicugna vicugna、ペルーの個体を除く）

  - シカ科
    - ゲマルジカ（英語版）（Hippocamelus bisulcus）
    - バーバリーアカシカ（英語版）（Cervus elaphus barbarus）
    - アカシカの亜種Cervus elaphus yarkandensis（旧名Cervus elaphus bactrianus、カザフスタン、キルギス、タジキスタン、トルクメニスタン、ウズベキスタンとアフガニスタンの個体に限る）

  - ウシ科
    - コリンガゼル（英語版）（Eudorcas rufifrons）
    - エドミガゼル（英語版）（Gazella cuvieri）
    - ドルカスガゼル（Gazella dorcas、北西アフリカの個体に限る）
    - リムガゼル（Gazella leptoceros）
    - ダマガゼル（Nanger dama、旧名Gazella dama）
    - ヤク（Bos grunniens）
    - コープレイ（Bos sauveli）
    - アダックス（Addax nasomaculatus）
    - シロオリックス（Oryx dammah）
- 鯨目
  - セミクジラ科
    - ホッキョククジラ（Balaena mysticetus）
    - タイセイヨウセミクジラ（Eubalaena glacialis、旧Balaena glacialis glacialisの一部、北大西洋）
    - セミクジラ（Eubalaena japonica、旧名Balaena glacialis glacialis、北太平洋）
    - ミナミセミクジラ（Eubalaena australis、旧名Balaena glacialis australis）

  - ナガスクジラ科
    - イワシクジラ（Balaenoptera borealis）
    - ナガスクジラ（Balaenoptera physalus）
    - シロナガスクジラ（Balaenoptera musculus）
    - ザトウクジラ（Megaptera novaeangliae）

  - マイルカ科
    - マイルカ（Delphinus delphis、地中海の個体に限る）
    - コッカイバンドウイルカ（英語版）（Tursiops truncatus ponticus）
    - カワゴンドウ（Orcaella brevirostris）
    - アフリカウスイロイルカ（Sousa teuszii）

  - マッコウクジラ科
    - マッコウクジラ（Physeter macrocephalus）

  - カワイルカ科
    - ガンジスカワイルカ（Platanista gangetica gangetica）

  - ラプラタカワイルカ科
    - ラプラタカワイルカ（Pontoporia blainvillei）

  - アカボウクジラ科
    - アカボウクジラ（Ziphius cavirostris、地中海の個体に限る）

#### 鳥類
- カモ目
  - カモ科
    - カオジロオタテガモ（Oxyura leucocephala）
    - アオガン（Branta ruficollis）
    - サカツラガン（Anser cygnoid、旧名Anser cygnoides）
    - カリガネ（Anser erythropus）
    - コケワタガモ（Polysticta stelleri）
    - チャガシラコバシガン（Chloephaga rubidiceps）
    - ウスユキガモ（Marmaronetta angustirostris）
    - アカハジロ（Aythya baeri）
    - メジロガモ（Aythya nyroca）
    - トモエガモ（Sibirionetta formosa、旧名Anas formosa）
- フラミンゴ目
  - フラミンゴ科
    - アンデスフラミンゴ（Phoenicoparrus andinus、旧名Phoenicopterus andinus）
    - コバシフラミンゴ（Phoenicoparrus jamesi、旧名Phoenicopterus jamesi）
- ツル目
  - クイナ科
    - アフリカシマクイナ（英語版）（Sarothrura ayresi）

  - ツル科
    - ソデグロヅル（Leucogeranus leucogeranus、旧名Grus leucogeranus）
    - マナヅル（Antigone vipio、旧名Grus vipio）
    - タンチョウ（Grus japonensis）
    - ナベヅル（Grus monacha）
    - オグロヅル（Grus nigricollis）
- ノガン目
  - ノガン科
    - ヒメノガン（Tetrax tetrax）
    - ノガン（Otis tarda）
    - フサエリショウノガン（Chlamydotis undulata、北西アフリカの個体に限る）
    - インドオオノガン（Ardeotis nigriceps）
    - ベンガルショウノガンの亜種Houbaropsis bengalensis bengalensis
- ペンギン目
  - ペンギン科
    - フンボルトペンギン（Spheniscus humboldti）
- ミズナギドリ目
  - アホウドリ科
    - アンティポデスアホウドリ（英語版）（Diomedea antipodensis）
    - アムステルダムアホウドリ（Diomedea amsterdamensis）
    - アホウドリ（Phoebastria albatrus、旧名Diomedea albatrus）

  - ミズナギドリ科
    - ヘンダーソンミズナギドリ（英語版）（Pterodroma atrata）
    - ハワイシロハラミズナギドリ（Pterodroma sandwichensis、旧Pterodroma phaeopygiaの一部）
    - ガラパゴスシロハラミズナギドリ（英語版）（Pterodroma phaeopygia）
    - バミューダミズナギドリ（Pterodroma cahow）
    - シロハラアカアシミズナギドリ（英語版）（Ardenna creatopus、旧名Puffinus creatopus）
    - ヨーロッパミズナギドリ（英語版）（Puffinus mauretanicus）
    - ペルーモグリウミツバメ（英語版）（Pelecanoides garnotii）
- コウノトリ目
  - コウノトリ科
    - コウノトリ（Ciconia boyciana）
- ペリカン目
  - トキ科
    - クロツラヘラサギ（Platalea minor）
    - ホオアカトキ（Geronticus eremita）

  - サギ科
    - ミゾゴイ（Gorsachius goisagi）
    - マダガスカルカンムリサギ（英語版）（Ardeola idae）
    - カラシラサギ（Egretta eulophotes）

  - ペリカン科
    - ニシハイイロペリカン（Pelecanus crispus）
    - モモイロペリカン（Pelecanus onocrotalus、旧北区の個体に限る）
- カツオドリ目
  - グンカンドリ科
    - シロハラグンカンドリ（英語版）（Fregata andrewsi）
- チドリ目
  - チドリ科
    - マミジロゲリ（英語版）（Vanellus gregarius、旧名Chettusia gregaria）

  - シギ科
    - ハリモモチュウシャク（Numenius tahitiensis）
    - エスキモーコシャクシギ（Numenius borealis）
    - シロハラチュウシャクシギ（Numenius tenuirostris）
    - ホウロクシギ（Numenius madagascariensis）
    - オバシギ（Calidris tenuirostris）
    - コオバシギの亜種Calidris canutus rufa
    - ヘラシギ（Calidris pygmaea、旧名Eurynorhynchus pygmeus）
    - コモンシギ（Calidris subruficollis、旧名Tryngites subruficollis）
    - ヒレアシトウネン（Calidris pusilla）
    - カラフトアオアシシギ（Tringa guttifer）

  - カモメ科
    - ズグロカモメ（Saundersilarus saundersi、旧名Larus saundersi）
    - ゴビズキンカモメ（Larus relictus）
    - メジロカモメ（Larus leucophthalmus）
    - アカハシカモメ（英語版）（Larus audouinii）
    - オルローグカモメ（Larus atlanticus）
    - ペルーアジサシ（英語版）（Sternula lorata、旧名Sterna lorata）
    - ヒガシシナアジサシ（英語版）（Thalasseus bernsteini、旧名Sterna bernsteini）

  - ウミスズメ科
    - カンムリウミスズメ（Synthliboramphus wumizusume）
- タカ目
  - タカ科
    - エジプトハゲワシ（Neophron percnopterus）
    - ミミハゲワシ（英語版）（Sarcogyps calvus）
    - カオジロハゲワシ（英語版）（Trigonoceps occipitalis）
    - ズキンハゲワシ（Necrosyrtes monachus）
    - ベンガルハゲワシ（Gyps bengalensis）
    - コシジロハゲワシ（英語版）（Gyps africanus）
    - インドハゲワシ（Gyps indicus）
    - ハシボソハゲワシ（英語版）（Gyps tenuirostris）
    - ケープハゲワシ（Gyps coprotheres）
    - マダラハゲワシ（英語版）（Gyps rueppelli）
    - ミミヒダハゲワシ（Torgos tracheliotos）
    - カラフトワシ（Clanga clanga、旧名Aquila clanga）
    - ソウゲンワシ（Aquila nipalensis）
    - イベリアカタシロワシ（Aquila adalberti、旧Aquila heliacaの一部）
    - カタシロワシ（Aquila heliaca）
    - キガシラウミワシ（Haliaeetus leucoryphus）
    - オジロワシ（Haliaeetus albicilla）
    - オオワシ（Haliaeetus pelagicus）
- ブッポウソウ目
  - ブッポウソウ科
    - ニシブッポウソウ（Coracias garrulus）
- ハヤブサ目
  - ハヤブサ科
    - ヒメチョウゲンボウ（Falco naumanni）
    - ニシアカアシチョウゲンボウ（Falco vespertinus）
    - セーカーハヤブサ（Falco cherrug、モンゴルの個体を除く）
- オウム目
  - インコ科
    - ワタボウシミドリインコ（英語版）（Brotogeris pyrrhoptera、旧名Brotogeris pyrrhopterus）
- スズメ目
  - タイランチョウ科
    - オンドリタイランチョウ（英語版）（Alectrurus tricolor）
    - オナガオンドリタイランチョウ（英語版）（Alectrurus risora）

  - ヨシキリ科
    - セスジコヨシキリ（英語版）（Acrocephalus sorghophilus）
    - ハシボソヨシキリ（英語版）（Acrocephalus paludicola）
    - バスラオオヨシキリ（英語版）（Acrocephalus griseldis）

  - ツバメ科
    - クロハリオツバメ（英語版）（Hirundo atrocaerulea）

  - ツグミ科
    - ゴマフジツグミ（英語版）（Geokichla guttata、旧名Zoothera guttata）

  - アトリ科
    - シリアセリン（英語版）（Serinus syriacus）

  - ホオジロ科
    - シマアオジ（Emberiza aureola）

  - ムクドリモドキ科
    - キバラムクドリモドキ（英語版）（Xanthopsar flavus、旧名Agelaius flavus）

  - アメリカムシクイ科
    - カートランドアメリカムシクイ（Setophaga kirtlandii、旧名Dendroica kirtlandii）
    - ミズイロアメリカムシクイ（英語版）（Setophaga cerulea、旧名Dendroica cerulea）

  - フウキンチョウ科
    - コシアカヒメウソ（英語版）（Sporophila hypochroma）
    - クリイロヒメウソ（英語版）（Sporophila cinnamomea）
    - ヌマヒメウソ（英語版）（Sporophila palustris、Sporophila zelichiを含む）

#### 爬虫類
- カメ目
  - ウミガメ科
    - アオウミガメ（Chelonia mydas）
    - アカウミガメ（Caretta caretta）
    - タイマイ（Eretmochelys imbricata ）
    - ケンプヒメウミガメ（Lepidochelys kempii）
    - ヒメウミガメ（Lepidochelys olivacea）

  - オサガメ科
    - オサガメ（Dermochelys coriacea）

  - ヨコクビガメ科
    - オオヨコクビガメ（英語版）（Podocnemis expansa、アマゾン川上流部の個体に限る）
- ワニ目
  - インドガビアル科
    - インドガビアル（Gavialis gangeticus）

#### 魚類
板鰓亜綱
- テンジクザメ目
  - ジンベエザメ科
    - ジンベエザメ（Rhincodon typus）
- ネズミザメ目
  - ネズミザメ科
    - ホホジロザメ（Carcharodon carcharias）

  - ウバザメ科
    - ウバザメ（Cetorhinus maximus）
- メジロザメ目
  - メジロザメ科
    - ヨゴレ（Carcharhinus longimanus）
- カスザメ目
  - カスザメ科
    - ホンカスザメ（Squatina squatina）
- ノコギリエイ目
  - サカタザメ科
    - コモンギターフィッシュ（Rhinobatos rhinobatos、地中海の個体に限る）

  - ノコギリエイ科
    - スベスベノコギリエイ（Anoxypristis cuspidata）
    - ヒメノコギリエイ（英語版）（Pristis clavata）
    - オオノコギリエイ（英語版）（Pristis pectinata）
    - グリーンソーフィッシュ（英語版）（Pristis zijsron）
    - ノコギリエイ（Pristis pristis、Pristis microdonを含む）
- トビエイ目
  - イトマキエイ科（英語版）
    - ナンヨウマンタ（Manta alfredi）
    - オニイトマキエイ（Pristis zijsron）
    - イトマキエイ（Mobula mobular、Mobula diabolusを含む）
    - ニホンイトマキエイ（英語版）（Mobula japanica、Mobula rancureliを含む）
    - ヒメイトマキエイ（Mobula thurstoni）
    - タイワンイトマキエイ（英語版）（Mobula tarapacana）
    - オックスレイ（英語版）（Mobula eregoodootenkee）
    - Mobula kuhlii 
    - タイセイヨウイトマキエイ（英語版）（Mobula hypostoma）
    - Mobula rochebrunei
    - ムンクイトマキエイ（Mobula munkiana）

条鰭亜綱
- チョウザメ目
  - チョウザメ科
    - バルチックチョウザメ（Acipenser sturio）
- ナマズ目
  - スキルベ科（英語版）
    - メコンオオナマズ（Pangasianodon gigas）

### 附属書II
以下は附属書II（2020年5月22日発効）に含まれる種。

#### 哺乳類
- 長鼻目
  - ゾウ科
    - アフリカゾウ（Loxodonta africana）
    - マルミミゾウ（Loxodonta cyclotis、旧Loxodonta africanaの一部）
- 海牛目
  - ジュゴン科
    - ジュゴン（Dugong dugon）

  - マナティー科
    - アマゾンマナティー（Trichechus inunguis）
    - アメリカマナティー（Trichechus manatus、ホンジュラスとパナマの間の個体に限る）
    - アフリカマナティー（Trichechus senegalensis）
- 霊長目
  - ヒト科
    - チンパンジー（Pan troglodytes）
- 翼手目
  - オオコウモリ科
    - ストローオオコウモリ（英語版）（Eidolon helvum、アフリカの個体に限る）

  - キクガシラコウモリ科（全ての移動性種。ただし、ヨーロッパの個体に限る）
  - オヒキコウモリ科
    - マダガスカルオオオヒキコウモリ（英語版）（Otomops madagascariensis、旧Otomops martiensseniの一部）
    - ジャイアントオオミミオヒキコウモリ（英語版）（Otomops martiensseni、アフリカの個体に限る）
    - オヒキコウモリ（Tadarida insignis、旧Tadarida teniotisの一部）
    - スミイロオヒキコウモリ（Tadarida latouchei、旧Tadarida teniotisの一部）
    - ヨーロッパオヒキコウモリ（英語版）（Tadarida teniotis）

  - ヒナコウモリ科（全ての移動性種。ただし、ヨーロッパの個体に限る）
    - ニシアカコウモリ（英語版）（Lasiurus blossevillii）
    - アカコウモリ（英語版）（Lasiurus borealis）
    - シモフリアカコウモリ（英語版）（Lasiurus cinereus）
    - ミナミイエローコウモリ（英語版）（Lasiurus ega）
    - マダガスカルユビナガコウモリ（英語版）（Miniopterus majori、旧Miniopterus schreibersiiの一部）
    - ナタルユビナガコウモリ（英語版）（Miniopterus natalensis、アフリカの個体に限る、旧Miniopterus schreibersiiの一部）
    - ヨーロッパユビナガコウモリ（英語版）（Miniopterus schreibersii、アフリカとヨーロッパの個体に限る）
- 食肉目
  - ネコ科
    - ライオン（Panthera leo）
    - ジャガー（Panthera onca）
    - ヒョウ（Panthera pardus）

  - イヌ科
    - リカオン（Lycaon pictus）

  - クマ科
    - ホッキョクグマ（Ursus maritimus）

  - アシカ科
    - ミナミアメリカオットセイ（Arctocephalus australis）
    - オタリア（Otaria flavescens）

  - アザラシ科
    - ハイイロアザラシ（Halichoerus grypus、バルト海の個体に限る）
    - チチュウカイモンクアザラシ（Monachus monachus）
    - ゼニガタアザラシ（Phoca vitulina、バルト海とワッデン海の個体に限る）
    - カスピカイアザラシ（Pusa caspica）
- 奇蹄目
  - ウマ科
    - アジアノロバ（Equus hemionus、Equus onagerを含む）
    - チベットノロバ（Equus kiang、旧Equus hemionusの一部）
- 偶蹄目
  - ラクダ科
    - ビクーニャ（Vicugna vicugna）

  - シカ科
    - アカシカの亜種Cervus elaphus yarkandensis（旧名Cervus elaphus bactrianus、カザフスタン、キルギス、タジキスタン、トルクメニスタン、ウズベキスタンとアフガニスタンの個体に限る）

  - キリン科
    - キリン（Giraffa camelopardalis）

  - ウシ科
    - ニューマンガゼル（英語版）（Gazella erlangeri、旧Gazella gazellaの一部）
    - マウンテンガゼル（英語版）（Gazella gazella、アジアの個体に限る）
    - コウジョウセンガゼル（英語版）（Gazella subgutturosa）
    - モウコガゼル（Procapra gutturosa）
    - モンゴルサイガ（英語版）（Saiga borealis、旧Saiga tataricaの一部）
    - サイガ（Saiga tatarica、旧Saiga tataricaの一部）
    - バーバリーシープ（Ammotragus lervia）
    - アルガリ（Ovis ammon）
    - ウリアル （英語版）（Ovis vignei、Ovis aries（ヒツジ）に対応、雑種を除くアフガニスタン、インド、イラン、カザフスタン、パキスタン、タジキスタン、トルクメニスタンとウズベキスタンの野生個体に限る）
    - シロオリックス（Oryx dammah）
    - コーブの亜種シロミミコーブ（Kobus kob leucotis）
- 鯨目
  - ナガスクジラ科
    - クロミンククジラ（Balaenoptera bonaerensis）
    - カツオクジラ（Balaenoptera edeni）
    - イワシクジラ（Balaenoptera borealis）
    - ツノシマクジラ（Balaenoptera omurai、旧Balaenoptera edeniの一部）
    - ナガスクジラ（Balaenoptera physalus）

  - コセミクジラ科
    - コセミクジラ（Caperea marginata）

  - マイルカ科
    - シナウスイロイルカ（Sousa chinensis）
    - アフリカウスイロイルカ（Sousa teuszii）
    - コビトイルカ（Sotalia fluviatilis）
    - ギアナコビトイルカ（英語版）（Sotalia guianensis、旧Sotalia fluviatilisの一部）
    - ハナジロカマイルカ（Lagenorhynchus albirostris、北海とバルト海の個体に限る）
    - タイセイヨウカマイルカ（Lagenorhynchus acutus、北海とバルト海の個体に限る）
    - ハラジロカマイルカ（Lagenorhynchus obscurus）
    - ミナミカマイルカ（Lagenorhynchus australis）
    - ハナゴンドウ（Grampus griseus、北海、バルト海と地中海の個体に限る）
    - ミナミハンドウイルカ（Tursiops aduncus、アラフラ海とティモール海の個体に限る）
    - ハンドウイルカ（Tursiops truncatus、北海、バルト海、地中海と黒海の個体に限る）
    - マダライルカ（Stenella attenuata、東太平洋熱帯域と東南アジアの個体に限る）
    - ハシナガイルカ（Stenella longirostris、東太平洋熱帯域と東南アジアの個体に限る）
    - スジイルカ（Stenella coeruleoalba、東太平洋熱帯域と東南アジアの個体に限る）
    - クライメンイルカ（Stenella clymene、西アフリカの個体に限る）
    - マイルカ（Delphinus delphis、北海、バルト海、地中海、黒海と東太平洋熱帯域の個体に限る）
    - サラワクイルカ（Lagenodelphis hosei、東南アジアの個体に限る）
    - カワゴンドウ（Orcaella brevirostris）
    - オーストラリアカワゴンドウ（Orcaella heinsohni、旧Orcaella brevirostrisの一部）
    - イロワケイルカ（Cephalorhynchus commersonii、南アメリカの個体に限る）
    - ハラジロイルカ（Cephalorhynchus eutropia）
    - コシャチイルカ（Cephalorhynchus heavisidii）
    - シャチ（Orcinus orca）
    - ヒレナガゴンドウ（Globicephala melas、旧名Globicephala melaena、北海とバルト海の個体に限る）

  - イッカク科
    - シロイルカ（Delphinapterus leucas）
    - イッカク（Monodon monoceros）

  - ネズミイルカ科
    - ネズミイルカ（Phocoena phocoena、北海、バルト海、北西大西洋、黒海と北西アフリカの個体に限る）
    - コハリイルカ（Phocoena spinipinnis）
    - メガネイルカ（Phocoena dioptrica）
    - スナメリ（Neophocaena phocaenoides）
    - ヨウスコウスナメリ（英語版）（Neophocaena asiaeorientalis、旧Neophocaena phocaenoidesの一部）
    - イシイルカ（Phocoenoides dalli）

  - マッコウクジラ科
    - マッコウクジラ（Physeter macrocephalus）

  - カワイルカ科
    - ガンジスカワイルカ（Platanista gangetica gangetica、旧名Platanista gangetica）

  - アマゾンカワイルカ科
    - アマゾンカワイルカ（Inia geoffrensis）

  - ラプラタカワイルカ科
    - ラプラタカワイルカ（Pontoporia blainvillei）

  - アカボウクジラ科
    - ツチクジラ（Berardius bairdii）
    - キタトックリクジラ（Hyperoodon ampullatus）

#### 鳥類
- キジ目
  - キジ科
    - ヨーロッパウズラの亜種Coturnix coturnix coturnix
- カモ目
  - カササギガン科（全ての移動性種、旧カモ科の一部）
  - カモ科（全ての移動性種）
- カイツブリ目
  - カイツブリ科
    - アカエリカイツブリの亜種Podiceps grisegena grisegena
    - ミミカイツブリ（Podiceps auritus、旧北区西部の個体に限る）
- フラミンゴ目
  - フラミンゴ科（全ての移動性種）
- ハト目
  - ハト科
    - コキジバトの亜種Streptopelia turtur turtur
- ツル目
  - クイナ科
    - アカエリシマクイナ（英語版）（Sarothrura boehmi）
    - アフリカシマクイナ（Sarothrura ayresi）
    - ウズラクイナ（Crex crex）
    - コモンクイナ（Porzana porzana、旧北区西部の繁殖個体に限る）
    - コクイナ（Zapornia parva、旧名Porzana parva parva、ユーラシア西部とアフリカの個体に限る）
    - ヒメクイナの亜種Zapornia pusilla intermedia（旧名Porzana pusilla intermedia）
    - チャバラヒメクイナ（英語版）（Amaurornis marginalis、旧名Aenigmatolimnas marginalis）
    - オオバンの亜種Fulica atra atra（地中海と黒海の個体に限る）

  - ツル科
    - ソデグロヅル（Leucogeranus leucogeranus、旧ツル属の一部）
    - オオヅル属（英語版）（全ての移動性種、旧ツル属の一部）
    - ホオカザリヅル（Bugeranus carunculatus、旧ツル属の一部）
    - アネハヅル属（英語版）（全ての移動性種、旧ツル属の一部）
    - ツル属（全ての移動性種）
- ノガン目
  - ノガン科
    - ヒメノガン（Tetrax tetrax）
    - ノガン（Otis tarda）
    - サバクフサエリショウノガン（英語版）（Chlamydotis macqueenii、旧Chlamydotis undulataの一部）
- アビ目
  - アビ科
    - アビ（Gavia stellata、旧北区西部の個体に限る）
    - オオハムの亜種Gavia arctica arctica（Gavia arctica suschkiniを含む）
    - ハシグロアビ（Gavia immer、旧名Gavia immer immer、ヨーロッパ北西部の個体に限る）
    - ハシジロアビ（Gavia adamsii、旧北区西部の個体に限る）
- ペンギン目
  - ペンギン科
    - ケープペンギン（Spheniscus demersus）
- ミズナギドリ目
  - アホウドリ科
    - キタシロアホウドリ（英語版）（Diomedea sanfordi、旧Diomedea epomophoraの一部）
    - シロアホウドリ（Diomedea epomophora）
    - ワタリアホウドリ（Diomedea exulans）
    - アンティポデスアホウドリ（Diomedea antipodensis、旧Diomedea exulansの一部）
    - ゴウワタリアホウドリ（英語版）（Diomedea dabbenena、旧Diomedea exulansの一部）
    - ススイロアホウドリ（英語版）（Phoebetria fusca）
    - ハイイロアホウドリ（Phoebetria palpebrata）
    - ガラパゴスアホウドリ（Phoebastria irrorata、旧名Diomedea irrorata）
    - クロアシアホウドリ（Phoebastria nigripes、旧名Diomedea nigripes）
    - コアホウドリ（Phoebastria immutabilis、旧名Diomeda immutabilis）
    - キバナアホウドリ（英語版）（Thalassarche chlororhynchos、旧名Diomedea chlororhynchos）
    - ヒガシキバナアホウドリ（英語版）（Thalassarche carteri、旧Diomedea chlororhynchosの一部）
    - ハイガシラアホウドリ（Thalassarche chrysostoma、旧名Diomedea chrysostoma）
    - マユグロアホウドリ（Thalassarche melanophris、旧名Diomedea melanophris）
    - キャンベルアホウドリ（英語版）（Thalassarche impavida、旧Diomedea melanophrisの一部）
    - ハイガオアホウドリ （英語版）（Thalassarche bulleri、旧名Diomedea bulleri）
    - ハジロアホウドリ（Thalassarche cauta、旧名Diomedea cauta）
    - オークランドハジロアホウドリ（英語版）（Thalassarche steadi、旧Diomedea cautaの一部）
    - チャタムアホウドリ（英語版）（Thalassarche eremita、旧Diomedea cautaの一部）
    - サルビンアホウドリ（英語版）（Thalassarche salvini、旧Diomedea cautaの一部）

  - ミズナギドリ科
    - キタオオフルマカモメ（英語版）（Macronectes halli）
    - オオフルマカモメ（Macronectes giganteus）
    - オオハイイロミズナギドリ（英語版）（Procellaria cinerea）
    - ノドジロクロミズナギドリ（英語版）（Procellaria aequinoctialis）
    - メガネミズナギドリ（英語版）（Procellaria conspicillata、旧Procellaria aequinoctialisの一部）
    - ウエストランドクロミズナギドリ（英語版）（Procellaria westlandica）
    - クロミズナギドリ（英語版）（Procellaria parkinsoni）
- コウノトリ目
  - コウノトリ科
    - アフリカトキコウ（Mycteria ibis）
    - ナベコウ（Ciconia nigra）
    - アフリカシロエリコウ（英語版）（Ciconia microscelis、旧名Ciconia episcopus microscelis）
    - シュバシコウ（Ciconia ciconia）
- ペリカン目
  - トキ科
    - アフリカヘラサギ（Platalea alba、マダガスカルの個体を除く）
    - ヘラサギ（Platalea leucorodia）
    - アフリカクロトキ（Threskiornis aethiopicus、旧名Threskiornis aethiopicus aethiopicus、サハラ以南のアフリカと西南アジアのイランとイラクの個体に限る）
    - ホオアカトキ（Geronticus eremita）
    - ブロンズトキ（Plegadis falcinellus）

  - サギ科
    - サンカノゴイの亜種Botaurus stellaris stellaris（旧北区西部の個体に限る）
    - ヒメヨシゴイの亜種Ixobrychus minutus minutus（旧北区西部の個体に限る）
    - クロヨシゴイ（英語版）（Ixobrychus sturmii）
    - マダガスカルカンムリサギ（Ardeola idae）
    - クロアマサギ（英語版）（Ardeola rufiventris）
    - ムラサキサギの亜種Ardea purpurea purpurea（旧北区西部の繁殖個体に限る）
    - ダイサギの亜種オオダイサギ（Ardea alba alba、旧名Casmerodius albus albus、旧北区西部の個体に限る）
    - ノドアカクロサギ（英語版）（Egretta vinaceigula）

  - ペリカン科
    - ニシハイイロペリカン（Pelecanus crispus）
    - モモイロペリカン（Pelecanus onocrotalus、旧北区西部の個体に限る）
- カツオドリ目
  - ウ科
    - コビトウ（英語版）（Microcarbo pygmaeus、旧名Phalacrocorax pygmaeus）
    - ペルシャウ（英語版）（Phalacrocorax nigrogularis）
- チドリ目
  - イシチドリ科
    - イシチドリ（Burhinus oedicnemus）

  - ミヤコドリ科（全ての移動性種、旧セイタカシギ科の一部）
  - トキハシゲリ科（全ての移動性種、旧セイタカシギ科の一部）
  - セイタカシギ科（全ての移動性種）
  - チドリ科（全ての移動性種）
  - シギ科（全ての移動性種、旧ヒレアシシギ科を含む）
  - マゼランチドリ科 （全ての移動性種、旧シギ科の一部）
  - カニチドリ科
    - カニチドリ（Dromas ardeola）

  - ツバメチドリ科
    - ニシツバメチドリ（Glareola pratincola）
    - ハグロツバメチドリ（Glareola nordmanni）
    - エリジロツバメチドリ（英語版）（Glareola nuchalis）

  - カモメ科
    - ヒメクロアジサシの亜種Anous minutus worcesteri
    - アフリカハサミアジサシ（Rynchops flavirostris）
    - ハシボソカモメ（Larus genei）
    - オオズグロカモメ（Larus ichthyaetus、ユーラシア西部とアフリカの個体に限る）
    - ニシズグロカモメ（Larus melanocephalus）
    - ススケカモメ（英語版）（Larus hemprichii）
    - メジロカモメ（Larus leucophthalmus）
    - アカハシカモメ（Larus audouinii）
    - アルメニアセグロカモメ（英語版）（Larus armenicus）
    - コアジサシ（Sternula albifrons、旧名Sterna albifrons）
    - アラビアコアジサシ（英語版）（Sternula saundersi、旧名Sterna saundersi）
    - マダラアジサシ（英語版）（Sternula balaenarum、旧名Sterna balaenarum）
    - ハシブトアジサシの亜種Gelochelidon nilotica nilotica（旧名Sterna nilotica nilotica、ユーラシア西部とアフリカの個体に限る）
    - オニアジサシ（Hydroprogne caspia、旧名Sterna caspia、ユーラシア西部とアフリカの個体に限る）
    - ハジロクロハラアジサシ（Chlidonias leucopterus、ユーラシア西部とアフリカの個体に限る）
    - ハシグロクロハラアジサシの亜種Chlidonias niger niger
    - ベニアジサシ（Sterna dougallii、大西洋の個体に限る）
    - アジサシの亜種Sterna hirundo hirundo（旧北区西部の繁殖個体に限る）
    - アラビアアジサシ（英語版）（Sterna repressa）
    - キョクアジサシ（Sterna paradisaea、大西洋の個体に限る）
    - ベンガルアジサシ（Thalasseus bengalensis、旧名Sterna bengalensis、アフリカと西南アジアの個体に限る）
    - サンドイッチアジサシの亜種Thalasseus sandvicensis sandvicensis（旧名Sterna sandvicensis sandvicensis）
    - アメリカオオアジサシ（英語版）の亜種アフリカオオアジサシ（英語版）（Thalasseus maximus albididorsalis、旧名Sterna maxima albididorsalis）
    - オオアジサシ（Thalasseus bergii、旧名Sterna bergii、アフリカと西南アジアの個体に限る）
- コンドル目
  - コンドル科（全ての移動性種）
- タカ目
  - ミサゴ科
    - ミサゴ（Pandion haliaetus）

  - タカ科（全ての移動性種）
- ブッポウソウ目
  - ハチクイ科
    - ヨーロッパハチクイ（Merops apiaster）

  - ブッポウソウ科
    - ニシブッポウソウ（Coracias garrulus）
- ハヤブサ目
  - ハヤブサ科（全ての移動性種）
- オウム目
  - インコ科
    - カラカネボウシインコ（英語版）（Amazona tucumana）
- スズメ目
  - タイランチョウ科
    - カンムリタイランチョウ（英語版）の亜種Polystictus pectoralis pectoralis
    - ムシクイタイランチョウ（英語版）（Pseudocolopteryx dinelliana）
    - オンドリタイランチョウ（Alectrurus tricolor）
    - オナガオンドリタイランチョウ（Alectrurus risora）

  - オーストラリアムシクイ科（全ての移動性種、旧ヒタキ科の一部）
  - ヒゲムシクイ科（全ての移動性種、旧ヒタキ科の一部）
  - ミツスイ科（全ての移動性種、旧ヒタキ科の一部）
  - トゲハシムシクイ科（全ての移動性種、旧ヒタキ科の一部）
  - ハシリチメドリ科 （全ての移動性種、旧ヒタキ科の一部）
  - オーストラリアマルハシ科（全ての移動性種、旧ヒタキ科の一部）
  - モフアムシクイ科（英語版）（全ての移動性種、旧ヒタキ科の一部）
  - ホオダレモズガラ科（英語版）（全ての移動性種、旧ヒタキ科の一部）
  - コウライウグイス科（全ての移動性種、旧ヒタキ科の一部）
  - カンムリモズビタキ科（英語版）（全ての移動性種、旧ヒタキ科の一部）
  - ウズラチメドリ科（全ての移動性種、旧ヒタキ科の一部）
  - モズガラ科（英語版）（全ての移動性種、旧ヒタキ科の一部）
  - モズヒタキ科（全ての移動性種、旧ヒタキ科の一部）
  - シラヒゲドリ科（英語版）（全ての移動性種、旧ヒタキ科の一部）
  - モズモドキ科（全ての移動性種、旧ヒタキ科の一部）
  - フイリモズヒタキ科（英語版）（全ての移動性種、旧ヒタキ科の一部）
  - モリツバメ科（全ての移動性種、旧ヒタキ科の一部）
  - ハシビロヒタキ科（英語版）（全ての移動性種、旧ヒタキ科の一部）
  - オオハシモズ科（全ての移動性種、旧ヒタキ科の一部）
  - メガネヒタキ科（全ての移動性種、旧ヒタキ科の一部）
  - オウギビタキ科（全ての移動性種、旧ヒタキ科の一部）
  - ズアオチメドリ科（英語版）（全ての移動性種、旧ヒタキ科の一部）
  - カササギヒタキ科（全ての移動性種、旧ヒタキ科の一部）
  - モズ科
    - ヒメオオモズ（英語版）（Lanius minor、ヨーロッパの個体に限る）
    - オオモズの亜種Lanius excubitor excubitor

  - クロチメドリ科（英語版）（全ての移動性種、旧ヒタキ科の一部）
  - ハゲチメドリ科（全ての移動性種、旧ヒタキ科の一部）
  - クイナチメドリ科（英語版）（全ての移動性種、旧ヒタキ科の一部）
  - アカイワトビヒタキ科（英語版）（全ての移動性種、旧ヒタキ科の一部）
  - オーストラリアヒタキ科（全ての移動性種、旧ヒタキ科の一部）
  - ムシクイヒタキ科（英語版）（全ての移動性種、旧ヒタキ科の一部）
  - センニョヒタキ科（英語版）（全ての移動性種、旧ヒタキ科の一部）
  - ヒゲガラ科（英語版）（全ての移動性種、旧ヒタキ科の一部）
  - ハシナガムシクイ科（英語版）（全ての移動性種、旧ヒタキ科の一部）
  - セッカ科（全ての移動性種、旧ヒタキ科の一部）
  - ヨシキリ科（全ての移動性種、旧ヒタキ科の一部）
  - ヒメサザイチメドリ科（英語版）（全ての移動性種、旧ヒタキ科の一部）
  - センニュウ科（全ての移動性種、旧ヒタキ科の一部）
  - ツバメ科
    - クロハリオツバメ（Hirundo atrocaerulea）

  - テトラカヒヨドリ科（英語版）（全ての移動性種、旧ヒタキ科の一部）
  - ムシクイ科（全ての移動性種、旧ヒタキ科の一部）
  - スナチムシクイ科（英語版）（全ての移動性種、旧ヒタキ科の一部）
  - エナガ科（全ての移動性種、旧ヒタキ科の一部）
  - ダルマエナガ科（全ての移動性種、旧ヒタキ科の一部）
  - メジロ科（全ての移動性種、旧ヒタキ科の一部）
  - チメドリ科（全ての移動性種、旧ヒタキ科の一部）
  - ジチメドリ科（英語版）（全ての移動性種、旧ヒタキ科の一部）
  - ガビチョウ科（全ての移動性種、旧ヒタキ科の一部）
  - ブユムシクイ科（全ての移動性種、旧ヒタキ科の一部）
  - ツグミ科（全ての移動性種、旧ヒタキ科の一部）
  - ヒタキ科（全ての移動性種、旧ヒタキ科の一部）
  - キクイタダキ科（全ての移動性種、旧ヒタキ科の一部）
  - ミドリモズビタキ科（英語版）（全ての移動性種、旧ヒタキ科の一部）
  - セキレイ科（全ての移動性種、旧ヒタキ科の一部）
  - ホオジロ科
    - ノジコ（Emberiza sulphurata）

  - ムクドリモドキ科
    - キバラムクドリモドキ（Xanthopsar flavus、旧名Agelaius flavus）
    - ボボリンク（Dolichonyx oryzivorus）

  - アメリカムシクイ科
    - クロボシアメリカムシクイ（英語版）（Cardellina canadensis）

  - フウキンチョウ科
    - ノドグロヒメウソ（英語版）（Sporophila ruficollis）
    - コシアカヒメウソ（Sporophila hypochroma）
    - クリイロヒメウソ（Sporophila cinnamomea）
    - ヌマヒメウソ（Sporophila palustris、Sporophila zelichiを含む）

#### 爬虫類
- カメ目
  - ウミガメ科（全ての移動性種）
  - オサガメ科（全ての移動性種）
  - ヨコクビガメ科
    - オオヨコクビガメ（Podocnemis expansa）
- ワニ目
  - クロコダイル科
    - イリエワニ（Crocodylus porosus）

#### 魚類
板鰓亜綱
- テンジクザメ目
  - ジンベエザメ科
    - ジンベエザメ（Rhincodon typus）
- ネズミザメ目
  - ネズミザメ科
    - ホホジロザメ（Carcharodon carcharias）
    - アオザメ（Isurus oxyrinchus）
    - バケアオザメ（Isurus paucus）
    - ニシネズミザメ（Lamna nasus）

  - ウバザメ科
    - ウバザメ（Cetorhinus maximus）

  - オナガザメ科
    - ニタリ（Alopias pelagicus）
    - ハチワレ（Alopias superciliosus）
    - マオナガ（Alopias vulpinus）
- メジロザメ目
  - ドチザメ科
    - イコクエイラクブカ（Galeorhinus galeus）

  - メジロザメ科
    - クロトガリザメ（Carcharhinus falciformis）
    - ドタブカ（Carcharhinus obscurus）
    - ヨシキリザメ（Prionace glauca）

  - シュモクザメ科
    - アカシュモクザメ（Sphyrna lewini）
    - ヒラシュモクザメ（Sphyrna mokarran）
    - シロシュモクザメ（Sphyrna zygaena）
- ツノザメ目
  - ツノザメ科
    - アブラツノザメ（Squalus acanthias、北半球の個体に限る）
- カスザメ目
  - カスザメ科
    - ホンカスザメ（Squatina squatina）
- ノコギリエイ目
  - サカタザメ科
    - コモンギターフィッシュ（Rhinobatos rhinobatos）

  - シノノメサカタザメ科
    - トンガリサカタザメ（Rhynchobatus australiae）

  - ノコギリエイ科
    - スベスベノコギリエイ（Anoxypristis cuspidata）
    - ヒメノコギリエイ（Pristis clavata）
    - オオノコギリエイ（Pristis pectinata）
    - グリーンソーフィッシュ （Pristis zijsron）
    - ノコギリエイ（Pristis pristis、Pristis microdonを含む）
- トビエイ目
  - イトマキエイ科
    - ナンヨウマンタ（Manta alfredi）
    - オニイトマキエイ（Pristis zijsron）
    - イトマキエイ（Mobula mobular、Mobula diabolusを含む）
    - ニホンイトマキエイ（Mobula japanica、Mobula rancureliを含む）
    - ヒメイトマキエイ（Mobula thurstoni）
    - タイワンイトマキエイ（Mobula tarapacana）
    - オックスレイ（Mobula eregoodootenkee）
    - Mobula kuhlii
    - タイセイヨウイトマキエイ（Mobula hypostoma）
    - Mobula rochebrunei
    - ムンクイトマキエイ（Mobula munkiana）

条鰭亜綱
- チョウザメ目
  - チョウザメ科
    - オオチョウザメ（Huso huso）
    - ダウリアチョウザメ（英語版）（Huso dauricus）
    - シベリアチョウザメ（英語版）（Acipenser baerii baicalensis）
    - ミズウミチョウザメ（英語版）（Acipenser fulvescens）
    - ロシアチョウザメ（英語版）（Acipenser gueldenstaedtii）
    - ミドリチョウザメ（英語版）（Acipenser medirostris）
    - ミカドチョウザメ（英語版）（Acipenser mikadoi）
    - アドリアチョウザメ（英語版）（Acipenser naccarii）
    - シップスタージョン（英語版）（Acipenser nudiventris）
    - ペルシャチョウザメ（英語版）（Acipenser persicus）
    - コチョウザメ（Acipenser ruthenus、ドナウ川の個体に限る）
    - アムールチョウザメ（英語版）（Acipenser schrenckii）
    - カラチョウザメ（Acipenser sinensis）
    - ホシチョウザメ（英語版）（Acipenser stellatus）
    - バルチックチョウザメ（Acipenser sturio）
    - アムダリアチョウザメ（英語版）（Pseudoscaphirhynchus kaufmanni）
    - ドワーフスタージョン（英語版）（Pseudoscaphirhynchus hermanni）
    - シルダリアチョウザメ（英語版）（Pseudoscaphirhynchus fedtschenkoi）
    - ハシナガチョウザメ（Psephurus gladius）
- ウナギ目
  - ウナギ科
    - ヨーロッパウナギ（Anguilla anguilla）

#### 昆虫類
- チョウ目
  - マダラチョウ科（英語版）
    - オオカバマダラ（Danaus plexippus）